# Dudleya
Dudleya là một chi thực vật có hoa trong họ Crassulaceae.

## Các loài
- Dudleya abramsii Rose
  - Dudleya abramsii subsp. affinis K.M.Nakai
  - Dudleya abramsii subsp. bettinae (Hoover) Bartel
  - Dudleya abramsii subsp. costatifolia (Bartel & Shevock) Moran
  - Dudleya abramsii subsp. murina (Eastw.) Moran
  - Dudleya abramsii subsp. parva (Rose & Davidson) Bartel
  - Dudleya abramsii subsp. setchellii (Jeps.) Moran
- Dudleya acuminata Rose
- Dudleya albida (Rose) P.H. Thomson
- Dudleya albiflora Rose
- Dudleya anomala (Davidson) Moran
- Dudleya anthonyi Rose
- Dudleya attenuata (S.Watson) Moran
  - Dudleya attenuata subsp. orcuttii (Rose) Moran
- Dudleya blochmanae (Eastw.) Moran
- Dudleya brittonii Johans.
- Dudleya caespitosa (Haw.) Britton & Rose
- Dudleya calcicola Bartel & Shevock
- Dudleya campanulata Moran
- Dudleya candelabrum Rose
- Dudleya candida Britton & Rose
- Dudleya collomiae Rose ex Morton
- Dudleya cultrata Rose
- Dudleya cymosa (Lem.) Britton & Rose
  - Dudleya cymosa subsp. agourensis K.M.Nakai
  - Dudleya cymosa subsp. crebifolia K.M.Nakai & Verity
  - Dudleya cymosa subsp. marcescens (Britton) Moran
  - Dudleya cymosa subsp. ovatifolia (Britton) Moran
  - Dudleya cymosa subsp. paniculata (Jeps.) K.M.Nakai
  - Dudleya cymosa subsp. pumila (Rose) K.M.Nakai
- Dudleya densiflora (Rose) Moran
- Dudleya edulis (Nutt.) Moran
- Dudleya farinosa (Lindl.) Britton & Rose
- Dudleya formosa Moran
- Dudleya gatesii Johans.
- Dudleya gnoma S.W.McCabe
- Dudleya greenei Rose
- Dudleya guadalupensis Moran
- Dudleya ingens Rose
- Dudleya lanceolata (Nutt.) Britton & Rose
- Dudleya linearis (Greene) Britton & Rose
- Dudleya multicaulis (Rose) Moran
- Dudleya nesiotica (Moran) Moran
- Dudleya nubigena (Brandegee) Britton & Rose
- Dudleya orcuttii (Rose) P. H. Thomson
- Dudleya pachyphytum Moran & M.Benedict
- Dudleya palmeri (S.Watson) Britton & Rose
- Dudleya pauciflora Rose
- Dudleya pulverulenta (Nutt.) Britton & Rose
  - Dudleya pulverulenta var. arizonica (Rose) S.L.Welsh
- Dudleya rigidiflora Rose
- Dudleya rubens (Brandegee) Britton & Rose
- Dudleya saxosa (M.E.Jones) Britton & Rose
  - Dudleya saxosa subsp. aloides (Rose) Moran
- Dudleya × semiteres (Rose) Moran
- Dudleya stolonifera Moran
- Dudleya traskae (Rose) Moran
- Dudleya variegata (S.Watson) Moran
- Dudleya verityi K.M.Nakai
- Dudleya virens (Rose) Moran
  - Dudleya virens subsp. hassei (Rose) Moran
  - Dudleya virens subsp. insularis (Rose) Moran
- Dudleya viscida (S.Watson) Moran